# Hohengrün (Auerbach/Vogtl.)
Hohengrün (vogtländisch Hoegrie) ist eine Ortslage von Auerbach/Vogtl. im sächsischen Vogtlandkreis.
Hohengrün ist mindestens seit 1411 urkundlich erwähnt. Zunächst als Einzelgut wurde Hohengrün zur Häusergruppe. Gemeinsam mit Beerheide, zu dem es später gehörte, wurde es 1999 nach Auerbach eingemeindet und schließlich zum 1. Juli 2008 als Ortsteil der Stadt gestrichen. Der Ortsname hat sich wie folgt entwickelt: Hoengrun (1411), Hohengrun (1531), Hohengruen (1542), Hohengrun (1750). 1606 und 1764 war die Ortschaft dem Rittergut Hohengrün untertänig. 1834 hatte Hohengrün 69, 1871 108 und 1890 schließlich 201 Einwohner.
Hohengrün liegt südöstlich von Auerbach und nördlich von Beerheide. Östlich fließt der Schallerbach, westlich der Goldbach.